# Lubuntu
Lubuntu (AFI: [lʊˈbʊntuː]) es una distribución GNU/Linux ligera, basada en Ubuntu, que emplea el entorno de escritorio LXQt en lugar del entorno GNOME de Ubuntu. En un principio, Lubuntu se promocionaba como «más ligera, con menos recursos y más eficiente energéticamente», pero ahora pretende ser «una distribución funcional y modular centrada en no estorbar y dejar que los usuarios utilicen su ordenador».
Lubuntu utilizaba originalmente el escritorio LXDE, pero se trasladó al escritorio LXQt con el lanzamiento de Lubuntu 18.10 en octubre de 2018, debido al lento desarrollo de LXDE, dejando de ser compatible con GTK 2, así como al desarrollo más activo y estable de LXQt sin dependencias de Gnome.
El nombre Lubuntu es una unión de LXQt y Ubuntu. El nombre LXQt deriva de la fusión de los proyectos LXDE y Razor-qt, mientras que la palabra Ubuntu significa «humanidad hacia los demás» en las lenguas zulú y xhosa.
Lubuntu recibió el reconocimiento oficial como miembro formal de la familia Ubuntu el 11 de mayo de 2011, a partir de Lubuntu 11.10, que se lanzó el 13 de octubre de 2011.

## Historia
El escritorio de LXDE se encontró disponible para Ubuntu como un paquete opcional desde la versión 8.10.
En febrero de 2009 Mark Shuttleworth fue invitado a participar en LXDE como un proyecto conjunto con la comunidad de Ubuntu, con el objetivo de liderar un nuevo sistema operativo a partir de Ubuntu llamado «Lubuntu».
En marzo de 2009, el proyecto Lubuntu fue creado en Launchpad por Mario Behling, incluyendo una primera versión del logotipo. Además el proyecto fue anunciado en la página oficial de Ubuntu e incluye la lista de aplicaciones, paquetes y componentes que incluye el sistema operativo.
En agosto de 2009 se liberó la primera imagen ISO de prueba como un Live CD, que no posee la opción de instalación.
El 11 de mayo de 2011 fue reconocido como miembro oficial de la familia Ubuntu, con lo que se espera que obtenga mayor visibilidad en la comunidad. Además, sus paquetes estarán disponibles desde los repositorios oficiales de Ubuntu, así como las imágenes ISO.
En 2014, el proyecto anunció que LXDE, basado en GTK+, y Razor-qt, basado en Qt, se fusionarían en el nuevo escritorio LXQt, basado en Qt, y que, en consecuencia, Lubuntu pasaría a LXQt. La transición se completó con el lanzamiento de Lubuntu 18.10 en octubre de 2018, la primera versión regular en emplear el escritorio LXQt.
Lenny se convirtió en la mascota de Lubuntu en 2014.
Durante la transición de 2018 para pasar a basarse en LXQt, el objetivo de Lubuntu fue replanteado por el equipo de desarrollo. Anteriormente había sido pensado para usuarios con ordenadores antiguos, normalmente de diez años o más, pero con la introducción de los PC con Windows Vista, los ordenadores antiguos ganaron procesadores más rápidos y mucha más RAM, y en 2018, los ordenadores de diez años seguían siendo mucho más capaces de lo que había sido el caso cinco años antes. Como resultado, el equipo de desarrollo de Lubuntu, a cargo de Simon Quigley, decidió cambiar el enfoque para hacer hincapié en una distribución bien documentada, basada en LXQt «para ofrecer a los usuarios una experiencia funcional pero modular», que sea ligera por defecto y esté disponible en cualquier idioma. Los desarrolladores también decidieron dejar de recomendar requisitos mínimos del sistema después de la versión 18.04 LTS.
En enero de 2019, los desarrolladores formaron el Consejo de Lubuntu, un nuevo organismo para formalizar su organización anterior, con su propia constitución escrita.

### Histórico de lanzamientos
| Leyenda: | Versión antigua | Versión antigua, con servicio técnico | Versión actual | Última versión prevista | Lanzamiento futuro |

| Versión   | Nombre código     | Fecha de lanzamiento | Servicio hasta    | Comentario                                                                                    |
| --------- | ----------------- | -------------------- | ----------------- | --------------------------------------------------------------------------------------------- |
| 8.10      | Intrepid Ibex     | Octubre de 2008      | Abril de 2010     | Disponible solo como un paquete de escritorio de descarga opcional                            |
| 9.04      | Jaunty Jackalope  | Abril de 2009        | Octubre de 2010   | Disponible solo como un paquete de escritorio de descarga opcional                            |
| 9.10      | Karmic Koala      | Octubre de 2009      | Abril de 2011     | Disponible solo como un paquete de escritorio de descarga opcional                            |
| 10.04     | Lucid Lynx        | Mayo de 2010         | Abril de 2013     | Esta versión se considera una «beta estable».                                                 |
| 10.10     | Maverick Meerkat  | Octubre de 2010      | Abril de 2012     | Lubuntu mantuvo LXDE y mejoró la estabilidad y usabilidad.                                    |
| 11.04     | Natty Narwhal     | Abril de 2011        | Octubre de 2012   | Lubuntu se convierte en una variante oficial de Ubuntu.                                       |
| 11.10     | Oneiric Ocelot    | Octubre de 2011      | Abril de 2013     | Mejoras en el rendimiento de LXDE.                                                            |
| 12.04     | Precise Pangolin  | Abril de 2012        | Octubre de 2013   | Aunque Ubuntu 12.04 fue una versión de servicio a largo plazo (LTS), Lubuntu 12.04 no lo fue. |
| 12.10     | Quantal Quetzal   | Octubre de 2012      | Abril de 2014     | No admite UEFI Secure Boot. Incluye el nuevo tema Box Icon                                    |
| 13.04     | Raring Ringtail   | Abril de 2013        | Enero de 2014     | Actualizaciones de software y mejora de la estabilidad.                                       |
| 13.10     | Saucy Salamander  | Octubre de 2013      | Junio de 2014     | Chromium fue reemplazado por Firefox.                                                         |
| 14.04 LTS | Trusty Tahr       | Abril de 2014        | Abril de 2017     | Primera versión LTS, con servicio por tres años                                               |
| 14.10     | Utopic Unicorn    | Octubre de 2014      | Julio de 2015     | Mejoras generales en la integración con el sistema.                                           |
| 15.04     | Vivid Vervet      | Abril de 2015        | Diciembre de 2015 | Nuevas actualizaciones en aplicaciones y sistema.                                             |
| 15.10     | Wily Werewolf     | Octubre de 2015      | Junio de 2016     | Introducción de actualizaciones de seguridad y nuevos paquetes.                               |
| 16.04 LTS | Xenial Xerus      | Abril de 2016        | Abril de 2019     | Segunda Lubuntu con soporte a largo plazo (LTS), durante 3 años                               |
| 16.10     | Yaketty Yak       | Octubre de 2016      | Junio de 2017     | Mejoras en rendimiento y usabilidad de LXDE.                                                  |
| 17.04     | Zesty Zapus       | Abril de 2017        | Enero de 2018     | Comienza la transición de LXDE a LXQt como entorno predeterminado.                            |
| 17.10     | Artful Aardvark   | Octubre de 2017      | Julio de 2018     | LXQt se convierte en el entorno de escritorio predeterminado.                                 |
| 18.04 LTS | Bionic Beaver     | Abril de 2018        | Abril de 2021     | Versión LTS con LXQt como entorno de escritorio.                                              |
| 18.10     | Cosmic Cuttlefish | Octubre de 2018      | Julio de 2019     | Mejoras en el soporte de hardware y en el rendimiento de LXQt.                                |
| 19.04     | Disco Dingo       | Abril de 2019        | Diciembre de 2019 | Actualización de software y mejor rendimiento con LXQt.                                       |
| 19.10     | Eoan Ermine       | Octubre de 2019      | Julio de 2020     | Nuevas mejoras en la integración y estabilidad del sistema.                                   |
| 20.04 LTS | Focal Fossa       | Abril de 2020        | Abril de 2023     | LTS con LXQt, muy popular por su estabilidad y longevidad.                                    |
| 20.10     | Groovy Gorilla    | Octubre de 2020      | Julio de 2021     | Mejoras de rendimiento y compatibilidad con hardware moderno.                                 |
| 21.04     | Hirsute Hippo     | Abril de 2021        | Enero de 2022     | LXQt mejorado y actualizaciones en herramientas y rendimiento.                                |
| 21.10     | Impish Indri      | Octubre de 2021      | Julio de 2022     | Mejoras de rendimiento y enfoque en la estabilidad del sistema.                               |
| 22.04 LTS | Jammy Jellyfish   | Abril de 2022        | Abril de 2025     | LTS, con mejoras en LXQt, y optimización del rendimiento.                                     |
| 22.10     | Kinetic Kudu      | Octubre de 2022      | Julio de 2023     | Soporte para hardware más moderno y mejoras en la experiencia de usuario.                     |
| 23.04     | Lunar Lobster     | Abril de 2023        | Enero de 2024     | Nuevas optimizaciones de LXQt y más soporte para hardware reciente.                           |
| 23.10     | Mantic Minotaur   | Octubre de 2023      | Julio de 2024     | Mejoras generales y optimización del rendimiento.                                             |
| 24.04 LTS | Mantic Minotaur   | Abril de 2024        | Abril de 2027     | LTS, con grandes mejoras en LXQt, soporte extendido.                                          |
| 24.10     | Oracular Oriole   | Octubre de 2024      | Julio de 2025     | Mejoras significativas en LXQt 2.0 y soporte para Qt 6.                                       |
| 25.04     | Plucky Puffin     | Abril de 2025        | Enero de 2026     | Actualización a una versión más reciente de LXQt y el núcleo Linux 6.12                       |
| 25.10     | ?                 | Octubre de 2025      | Julio de 2026     |                                                                                               |

## Características
Los requerimientos de hardware de Lubuntu (LXDE) solían ser similares a los de Windows XP: un procesador Pentium II o III entre 400-500 MHz. En sus versiones más recientes los requerimientos del sistema son: 1 GB de RAM (512 MB como mínimo) y un procesador Pentium 4 o Pentium M o un procesador AMD K8. Además Lubuntu ya no es apto para computadores tan antiguos que no admitan un núcleo PAE, y a partir de la versión 17.04 (Zesty Zapus) dejó de ser compatible por completo con la arquitectura PowerPC.

## Aplicaciones incluidas

### Lubuntu LXDE
Las versiones LXDE de Lubuntu (18.04 LTS y anteriores) incluyeron las aplicaciones siguientes de manera predeterminada:
| Aplicaciones de usuario: - Abiword, procesador de texto - Audacious, reproductor de música - Evince, lector de PDF - Fille Roller, archivador - Firefox, navegador web - Galculator, calculadora - GDebi, instalador de paquetes - GNOME Software, tienda de programas - Gnumeric, hoja de cálculo - Guvcview, cámara web - LightDM, gestor de sesiones - Light-Locker, bloqueador de pantalla - MPlayer, reproductor de vídeo - MTPaint, pintura digital - Pidgin , mensajería instantánea y microblogueo - Scrot, herramienta de capturas de pantalla - Simple Scan, escáner - Sylpheed, cliente de correo electrónico - Synaptic y Centro de software de Lubuntu, gestores de paquetes - Transmission, cliente de BitTorrent - Actualización de software - Creador de discos de arranque, grabador de ISO en USB - Wget, descargador en consola - XChat, cliente de IRC - Xfburn, grabadora de discos - Xpad, notas | De LXDE: - GPicView, visor de imágenes - Leafpad, editor de textos - LXAppearance - LXDE Common - LXDM - LXLauncher - LXPanel - LXRandr - LXSession - LXSession Edit - LXShortCut - LXTask - LXTerminal, consola - Menu-Caché - Openbox, gestor de ventanas - PCManFM, gestor de archivos |

### Lubuntu LXQt
Las versiones LXQt de Lubuntu (18.10 y posteriores) incluyen las aplicaciones siguientes:
| Aplicaciones para Internet - Firefox, navegador web - Qtransmission, cliente de BitTorrent - Quassel, cliente de IRC - Bluedevil, conector Bluetooth - Trojitá, cliente de correo electrónico Aplicaciones de oficina - LibreOffice, paquete de oficina - LibreOffice Calc, hoja de cálculo - LibreOffice Impress, presentaciones - LibreOffice Math, diseñador de fórmulas matemáticas - LibreOffice Writer, procesador de texto - qpdfview, visor de PDF Aplicaciones para gráficos - lximage, visor de imágenes - Screenshot, herramienta de capturas de pantalla - Skanlite, escáner | Accesorios - ARK, archivador - Discover, tienda de programas - Featherpad, editor de textos - Kcalc, calculadora científica - PCManFM-Qt, gestor de archivos - Qlipper, gestor del portapapeles - Noblenote, notas - 2048-qt, juego Sonido y vídeo - K3b, grabadora de CD y DVD - Control de volumen de PulseAudio - VLC, reproductor multimedia |